# Sven-Ole Thorsen
Sven-Ole Thorsen (født 24. september 1944) er en dansk bodybuilder og karatemester, der i 1985 rejste til Hollywood og fik en lang karriere som skuespiller og stuntman. 
I 1970'erne var han en af verdens stærkeste mænd og vandt en del mesterskaber i både styrkeløft og karate. Han er 196 centimeter høj.
Han har medvirket i mange af filmhistoriens største kommercielle succeser, ofte side om side med sin ven Arnold Schwarzenegger.
Thorsen fik sit filmgennembrud som Thorgrim, skurken med kæmpehammeren i Conan the Barbarian. Blandt hans største roller er Tigris of Gaul, Roms eneste ubesejrede gladiator, der i Gladiator har en kæmpemæssig tvekamp med Russell Crowe, omgivet af fire sultne tigre.
I 2007 udgav Sven-Ole Thorsen bogen Stærk mand i Hollywood, hvor han blandt andet skrev, at han for at blive Danmarks største mand i 1971 begyndte at tage anabole steroider i pilleform og fem år senere gik over til at give sig selv indsprøjtninger med præparatet Deca Durabolin. Stofferne betød, at han hurtigt blev Danmarks stærkeste mand. Indtagelsen af stoffet havde den bivirkning, at han fik pludselige raseriudbrud, hvilket kostede ham ægteskabet med sin første kone Anniqa. Sven-Ole Thorsen lagde først steroiderne på hylden i 1985.
Sven-Ole Thorsen blev den 15. november 2013 gift med den 24 år yngre svensk fødte Birgitta Sunding Thorsen.

## Film
| År   | Titel                                             | Rolle                                   | Noter                          |
| ---- | ------------------------------------------------- | --------------------------------------- | ------------------------------ |
| 2005 | Hostage                                           | Håndlanger                              |                                |
| 2004 | Hidalgo                                           | Ørkenbandit                             |                                |
| 2004 | Collateral                                        | -                                       | Stunt-driver                   |
| 2004 | In Enemy Hands aka U-Boat                         | Hans                                    |                                |
| 2003 | Timecop 2: The Berlin Decision                    | Hitlers SS-livvagt                      |                                |
| 2003 | The Rundown aka Welcome to the Jungle             | Goon                                    |                                |
| 2003 | Charlie's Angels: Full Throttle                   | Machine Gun Mongol                      |                                |
| 2002 | The Sum of All Fears                              | Haft                                    |                                |
| 2002 | Collateral Damage                                 | Bombeoffer                              |                                |
| 2002 | Hollywood Next 8 Exits                            | Vicevært                                |                                |
| 2001 | Extreme Honor                                     | Bakers bodyguard                        |                                |
| 2001 | Route 666                                         | Russisk lejemorder                      |                                |
| 2001 | Bandits                                           | Oregon State Prison Guard on Watchtower |                                |
| 2001 | The Gristle                                       | Butcher Boy                             |                                |
| 2000 | The Alternate                                     | Secret Service Agent                    |                                |
| 2000 | Gladiator                                         | Tigris of Gaul                          | Vandt to World Stunt Awards    |
| 2000 | Facade                                            | General Schweinkopf                     |                                |
| 2000 | Ready to Rumble                                   | -                                       | Stunts                         |
| 1999 | End of Days                                       | Voldsmand                               | også stunts                    |
| 1999 | The 13th Warrior                                  | Tronarving                              |                                |
| 1999 | Foolish                                           | Paris                                   |                                |
| 1998 | Soldier                                           | -                                       | Stunts                         |
| 1998 | Best of the Best 4: Without Warning               | Boris                                   |                                |
| 1998 | The Bad Pack                                      | Sven                                    |                                |
| 1997 | Kull the Conqueror                                | King Borna                              |                                |
| 1997 | George of the Jungle                              | Gunther                                 |                                |
| 1997 | Batman & Robin                                    | -                                       | Kun stunts                     |
| 1997 | Back in Business                                  | -                                       | Kun stunts                     |
| 1997 | Breakdown                                         | -                                       | Kun stunts                     |
| 1996 | Jingle All the Way                                | julemand                                |                                |
| 1996 | Bulletproof                                       | Gunman på motel                         | Stunts                         |
| 1996 | Eraser                                            | Russian Gunman                          | Stunts                         |
| 1996 | Fox Hunt                                          | Stor mand                               |                                |
| 1996 | The Undercover Kid                                | Terrorist nr. 1                         |                                |
| 1995 | Mallrats                                          | La Fours                                | Stunts                         |
| 1995 | The Quick and the Dead                            | Gutzon                                  |                                |
| 1995 | No Exit aka Fatal Combat                          | Darcona                                 |                                |
| 1995 | The Viking Sagas                                  | Gunnar                                  |                                |
| 1994 | A Low Down Dirty Shame                            | Thug                                    | Stunts                         |
| 1994 | On Deadly Ground                                  | Otto                                    |                                |
| 1994 | The Dangerous                                     | Sven                                    |                                |
| 1994 | A Little Tailor's Christmas Story                 | Schultz                                 |                                |
| 1993 | Hard Target                                       | Stephan                                 |                                |
| 1993 | Last Action Hero                                  | Gangster på tag                         |                                |
| 1993 | Dragon: Legenden om Bruce Lee                     | Dæmonen                                 |                                |
| 1993 | Nowhere to Run                                    | Fange på bus                            |                                |
| 1993 | Cyborg 2                                          | Dørmand                                 |                                |
| 1992 | Nemesis                                           | Cyborg der forhører gammel dame         | Stunts                         |
| 1992 | Bram Stoker's Dracula                             | -                                       | Stunts                         |
| 1992 | Lethal Weapon 3                                   | Håndlanger nr. 2                        |                                |
| 1992 | Dead On: Relentless II aka Relentless II: Dead On | Mekaniker (Patrick Vergano)             | Stunts                         |
| 1991 | Harley Davidson and the Marlboro Man              | David                                   |                                |
| 1991 | Abraxas, Guardian of the Universe                 | Secundus                                |                                |
| 1990 | Total Recall                                      | -                                       | Stunts                         |
| 1990 | The Hunt for Red October                          | Skibschefen på Røde Oktober             |                                |
| 1989 | Ghostbusters II                                   | -                                       | Stunts                         |
| 1989 | Pink Cadillac                                     | Birthright Thug                         |                                |
| 1988 | Twins                                             | Sam Klane                               |                                |
| 1988 | Red Heat                                          | Nikolai                                 |                                |
| 1987 | Overboard                                         | Olaf, Staytons chauffør                 |                                |
| 1987 | The Running Man                                   | Sven                                    |                                |
| 1987 | Predator                                          | Russisk officer                         |                                |
| 1987 | Lethal Weapon                                     | Lejesoldat                              |                                |
| 1986 | Raw Deal                                          | Patrovitas bodyguard                    | Stunts                         |
| 1986 | Red Sonja                                         | -                                       | Stunts                         |
| 1984 | Conan the Destroyer                               | Togra                                   |                                |
| 1982 | Conan the Barbarian                               | Thorgrim                                |                                |
| 1978 | Agent 69 Jensen i Skyttens tegn                   | Araber                                  |                                |
| 1977 | Pas på ryggen, professor                          | Sovjetisk håndlanger                    |                                |
| 1971 | Body Building                                     | Sig selv                                | Dokumentarfilm af Bille August |

## Tv-serier mm.
| Dato               | Titel                                        | Rolle                    | Noter |
| ------------------ | -------------------------------------------- | ------------------------ | --- |
| 14. december 2009  | Kristian                                     | som sig selv             | I episoden "Sekten", kommer Sven-Ole Thorsen og skyder Kristians søster bagfra, hvilket er endnu en dagdrøm af Kristian. Dog står der på en nyhedsbjælke på TV2 NEWS i fjernsynet, at Sven-Ole Thorsen er i Danmark." |
| 6. februar 2006    | Go' Aften Danmark                            | som sig selv             | |
| 17. februar 2006   | 2 Kaffe, Tak                                 | som sig selv             | |
| 3. februar 2006    | Showtime                                     | som sig selv             | Episode #2.1 |
| 27. december 2005  | Go'morgen Danmark                            | som sig selv             | |
| 1. december 2000   | Helle for Høgsbro                            | som sig selv             | "Dovenskab" (episode # 1.13) |
| 1999               | Biker-Jens i USA                             | som sig selv             | episoden "Hos Sven-Ole Thorsen" |
| 28. september 1998 | Baywatch                                     | "Hans Ulpan"             | "Crash: Part 2" (episode # 9.2) |
| 21. september 1998 | Baywatch                                     | "Hans Ulpan"             | "Crash: Part 1" (episode # 9.1) |
| 1. februar 1998    | Mike Hammer, Private Eye                     | "Rolf"                   | "The Art of Murder" (episode # 2.3) |
| 18. march 1997     | The Guardian (tv-serie)                      | "Baiya"                  | "Pilot" (episode # 1.1) |
| 8. februar 1997    | Baywatch Nights                              | "Viking"                 | "Frozen Out of Time" (episode # 2.13) |
| 11. maj 1991       | The Flash                                    | "Cyborg Omega"           | "Alpha" (episode # 1.19) |
| 1987               | Captain Power and the Soldiers of the Future | Lt. Michael 'Tank' Ellis | Hele serien |
| 17. oktober 1986   | The A-Team                                   | "Rolf"                   | "Quarterback Sneak" (episode # 5.4) |